# Batalla de San Miguel de Chimbo
La Batalla de San Miguel de Chimbo fue un enfrentamiento militar en la Revolución liberal del Ecuador o Revolución liberal alfarista, ocurrida en Ecuador, , enfrentándose las fuerzas del gobierno interino de Vicente Lucio Salazar y las fuerzas revolucionarias liberales alfaristas bajo el mando del militar Cornelio Vernaza.

## Antecedentes
Ante la situación del país varias fuerzas liberales se sublevaron en varias partes del país como Manuel Serrano Renda en el Oro, Juan Manuel Triviño y León Valles Francisco en Guayas, así las fuerzas liberales se apoderaban de la costa, el gobierno había enviado refuerzos a varias provincias en el río Chimbo el batallón Babahoyo al mando del general Manuel J. Castillo. encontrarian a los enemigos.

## Desarrollo de la Batalla
La batalla fue feroz y ambos bandos lucharon con ardor casi hasta la noche. Inicialmente las tropas revolucionarias sufrieron un descalabro ya que las fuerzas conservadoras (gobiernistas) dispararon con una pieza de artillería al centro del poblado de inmediato ordenó a los batallones «Pichincha», «Vencedores Nº 1», «Artillería de Montaña>> que atacasen el poblado durante 11 horas las tropas se enfrascaron en una lucha sin cuartel pero finalmente las tropas gobiernistas tomaron el control, la victoria parecía asegurada pero en un hecho inesperado el ejército regular – cuando la victoria le parecía segura- abandonó el campo de batalla para pasar a Gatazo -en las cercanías de Riobamba-, y unirse a las tropas del Gral. José María Sarasti para enfrentar a las fuerzas que Alfaro comandaba personalmente.

## Consecuencias
Las fuerzas liberales partieron rumbo a unirse a Alfaro que con su ejército marchaba a combatir a José María Sarasti en Gatazo, mientras que los conservadores se unieron a Sarasti donde finalmente serían derrotados.